# Hans Butzmann
Hans Hermann Paul Butzmann (* 31. Oktober 1903 in Ballenstedt; † 16. Juli 1982 in Wolfenbüttel) war ein deutscher Bibliothekar, Germanist und Handschriftengelehrter.

## Leben
Hans Butzmann wurde 1903 in Ballenstedt am nordöstlichen Rand des Harzes geboren. Er studierte Germanistik, Anglistik und Geschichte in Heidelberg, Jena und Göttingen. Er wurde 1930 in Göttingen bei Friedrich Neumann mit einer Arbeit über den Sprachstil Konrads von Würzburg promoviert. Butzmann begann 1931 eine bibliothekarische Ausbildung an der Universitätsbibliothek Göttingen, die er an der Preußischen Staatsbibliothek in Berlin fortsetzte. Dort wurde er vom Handschriftenforscher Emil Jacobs stark beeinflusst. Prägend war auch sein Kontakt zum Kunsthistoriker Wilhelm Vöge. Er wechselte 1934 als Bibliothekar an die Landesbibliothek Dessau, deren Leitung er 1941 übernahm.
Nach dem Ende des Zweiten Weltkriegs war Butzmann ab dem 1. Oktober 1948 an der Herzog August Bibliothek in Wolfenbüttel tätig. Dort war er bis 1968 Leiter der Handschriftensammlung und stellvertretender Bibliotheksdirektor. Er war korrespondierendes Mitglied der Akademie der Wissenschaften zu Göttingen und der Historischen Kommission für Niedersachsen und Bremen.
Seine wissenschaftliche Tätigkeit umfasste Forschungen und Editionen vom 6. über das 9. bis zum 19. Jahrhundert (Wilhelm Raabe). Als Butzmanns größte Leistung ist die Katalogisierung der Wolfenbütteler Handschriften zu sehen. Die drei Kataloge erschienen in den Jahren 1964 bis 1972. Damit führte er die über Jahrzehnte unterbrochene Handschriftenbeschreibung in Wolfenbüttel weiter.
Hans Butzmann starb im Alter von 78 Jahren im Juli 1982 in Wolfenbüttel.

## Schriften (Auswahl)
- Studien zum Sprachstil Konrads von Würzburg. Würzburg 1930.
- Erinnerung an Wilhelm Vöge. In: Zeitschrift für Kunstwissenschaft. Band 12, 1958, S. 211–218.
- Die Weißenburger Handschriften (= Kataloge der Herzog August Bibliothek Wolfenbüttel. Die neue Reihe. Band 10). Frankfurt am Main 1964. (online)
- Die Blankenburger Handschriften (= Kataloge der Herzog August Bibliothek Wolfenbüttel. Die neue Reihe. Band 11). Frankfurt am Main 1966. (online)
- Lessings bürgerliches Trauerspiel „Tonsine“: Betrachtungen zu einem bisher verschollenen Entwurf. In: Jahrbuch des Freien Deutschen Hochstifts. 1966, S. 109–118.
- Corpus agrimensorum romanorum. Codex Arcerianus A der Herzog-August-Bibliothek zu Wolfenbüttel (Cod. Guelf. 36.23 A). Sijthoff, Leiden 1970 (= Codices Graeci et Latini photographice depicti. Band 22), ISBN 90-218-9230-8.
- Die mittelalterlichen Handschriften der Gruppen Extravagantes, Novi und Novissimi (= Kataloge der Herzog August Bibliothek Wolfenbüttel. Die neue Reihe. Band 15). Frankfurt am Main 1972. (online)
- Kleine Schriften. Akademische Druck- und Verlagsanstalt, Graz 1973, ISBN 3-201-00867-2 (Bibliographie S. 207–210).
- Lessings Denkmal in Wolfenbüttel. Ein Vorspiel zur Geschichte der Lessingverehrung. Herzog August Bibliothek, Wolfenbüttel 1982.